# Vanuatukungsfiskare
Vanuatukungsfiskare (Todiramphus farquhari) är en fågel i familjen kungsfiskare inom ordningen praktfåglar.

## Utseende och läte
Vanuatukungsfiskaren är en medelstor (19 cm) i blåsvart, kastanjebrunt och vitt. Ovansidan är glänsande djupt purpurblå med ett lysande vitt halsband och en vit fläck på tygeln. Undersidan är övervägande orange- eller roströd. Lätet består av långa accelererande serier med tjirpande ljud som upprepas i över en minut.

## Utbredning och status
Fågeln förekommer i Vanuatu på öarna  Espiritu Santo, Malo och Malakula) Den behandlas som monotypisk, det vill säga att den inte delas in i några underarter.

## Status
Vanuatukungsfiskaren har ett begränsat utbredningsområde. Den tros också minska i antal till följd av habitatförlust.Internationella naturvårdsunionen listar den som nära hotad. Världspopulationen uppskattas till mellan 14 000 och 94 000 vuxna individer.